# Eumolpinae
Eumolpinae là một phân họ của bọ cánh cứng ăn lá, thuộc họ Chrysomelidae.

## Hình ảnh

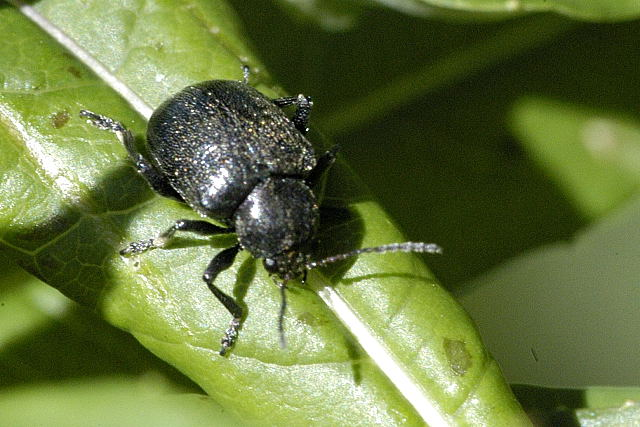
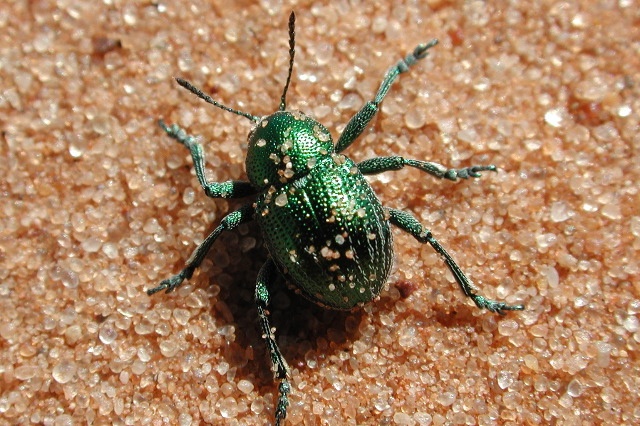
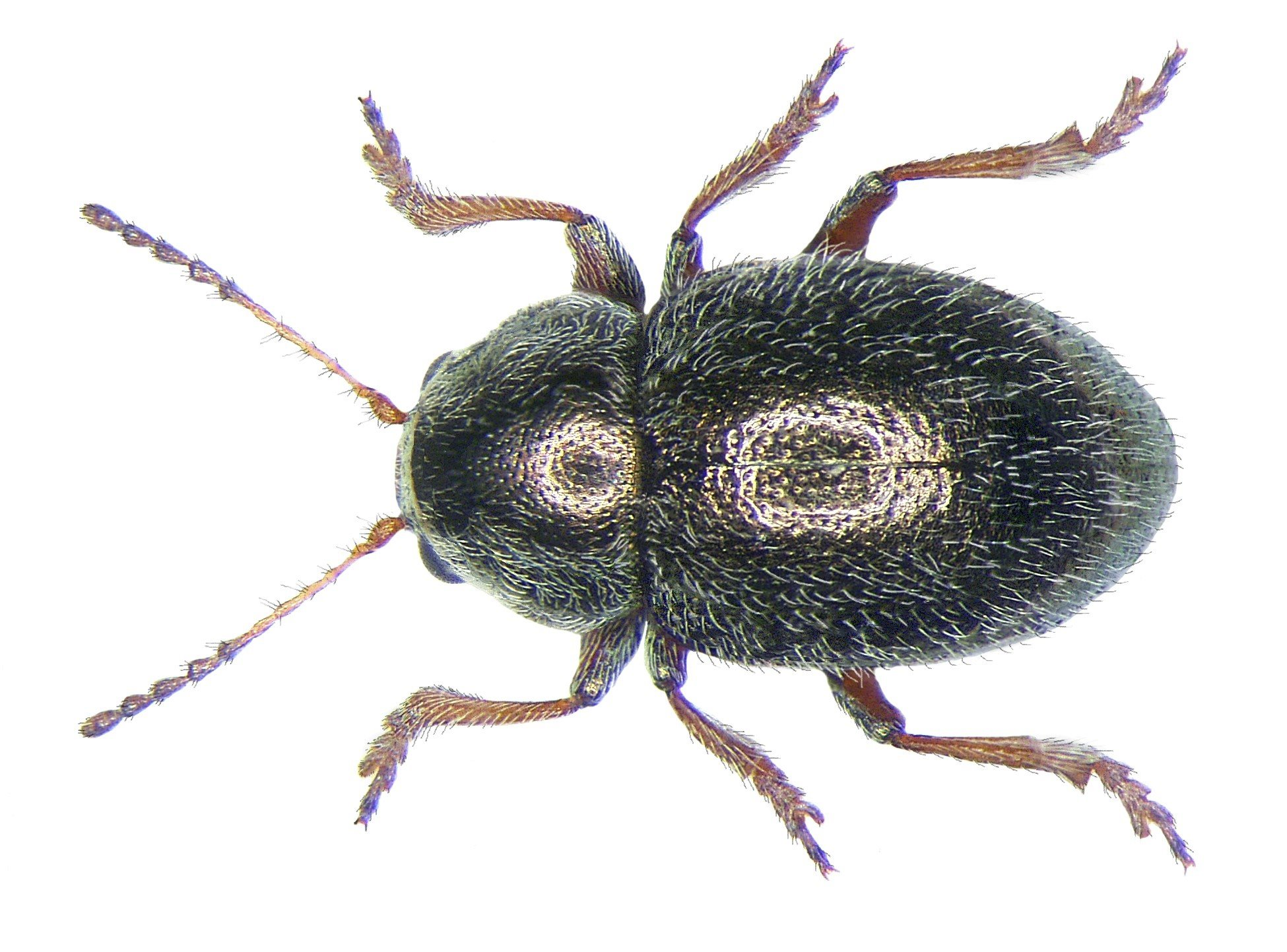
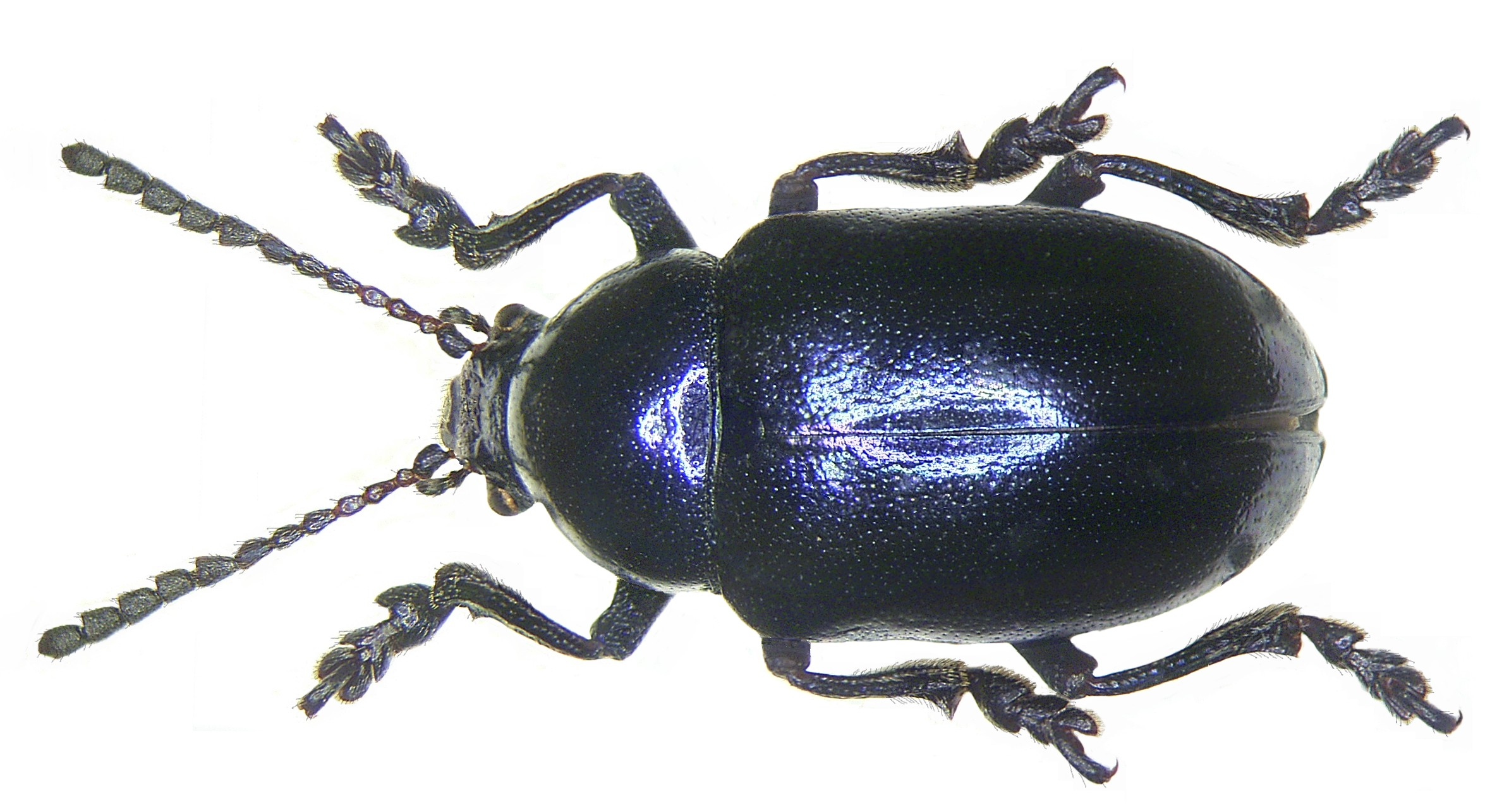

## Chi
- Acolaspoides
- Aoria
- Aoriopsis
- Apterodina
- Atrichatus
- Australotymnes
- Basilepta
- Bedelia
- Bezdekia
- Brachypterodina
- Brevicolaspis
- Bromius
- Callipta
- Cazeresia
- Chloropterus
- Chrysochares
- Chrysochus
- Colaspidea
- Colaspina
- Colaspinella
- Colasposoma
- Colaspoides
- Cryocolaspis
- Damasus
- Dematochroma
- Dumbea
- Eryxia
- Eucolaspis
- Eumolpus
- Fidia
- Macrocoma
- Malegia
- Megalocolaspoides
- Montrouzierella
- Pachnephoptrus
- Pachnephorus
- Pales
- Paria
- Peniticus
- Pilacolaspis
- Platycorynus
- Prionodera
- Pseudocolaspoides
- Rhodopaea
- Samuelsonia
- Sphaeropis
- Stethotes
- Taophila
- Trichocolaspis
- Trichospinthera
- Weiselina
- Xanthonia